# Энджадина-Басса/Валь-Мюштайр
Регион Энджадина-Басса/Валь-Мюштайр (нем. Region Engiadina Bassa/Val Müstair, итал. Regione Engiadina Bassa/Val Müstair, романш. Regiun Engiadina Bassa/Val Müstair) — регион швейцарского кантона Граубюнден, учрежденный 1 января 2016 года в результате региональной реформы кантона Граубюнден. Был образован из бывшего округа Инн.
Административный центр находится в коммуне Шкуоль.

## География
Самой высокой точкой региона считается гора Пиц Линард (3411 м).
Через регион протекает река Инн.
В регионе Энджадина-Басса/Валь-Мюштайр располагаются искусственные озера Галло и Ова-Спин.

## Административное деление
Регион Энджадина-Басса/Валь-Мюштайр состоит из 5 муниципалитетов.
| № | Герб | Название     | Население | Площадь на км² |
| - | ---- | ------------ | --------- | -------------- |
| 1 |      | Цернец       | 1532      | 344,04         |
| 2 |      | Замнаун      | 791       | 56,28          |
| 3 |      | Шкуоль       | 4601      | 438,63         |
| 4 |      | Вальзот      | 826       | 158,96         |
| 5 |      | Валь Муштайр | 1425      | 198,64         |